# Sicyos macrophylla
Sicyos macrophylla är en gurkväxtart som beskrevs av Asa Gray. Sicyos macrophylla ingår i släktet hårgurkor, och familjen gurkväxter. Inga underarter finns listade i Catalogue of Life.